# Tracy Stalls
Tracy Lynn Stalls (Wheat Ridge, 12 giugno 1984) è un'ex pallavolista statunitense.
Giocava nel ruolo di centrale.

## Carriera
La carriera di Tracy Stalls inizia nella selezione scolastica del suo liceo, il Lakewood High School prima, per due anni, e lo University High School Morgantown poi, per un anno. Contemporaneamente gioca nel Front Range, con cui vince un campionato juniores americano nel 2002, rivestendo anche il ruolo di co-capitano. Nello stesso periodo entra nelle selezioni giovanili della nazionale americana: nel 2000 è finalista al campionato nordamericano Under-18 e nel 2002 è nuovamente finalista al campionato nordamericano Under-20.
Nel 2003 fa il suo esordio in nazionale maggiore, vincendo la medaglia di bronzo ai XIV Giochi panamericani. Un anno dopo inizia la carriera universitaria, giocando per la University of Nebraska–Lincoln fino al 2007. Durante la carriera universitaria si aggiudica anche lail NCAA Division I nel 2006.
Dopo l'università, si dedica esclusivamente alla nazionale fino al 2008, quando viene ingaggiata dall'Eczacıbaşı Spor Kulübü, con cui vince una Coppa di Turchia. Al termine della stagione, torna a dedicarsi alla nazionale, pur partecipando prevalentemente a tornei minori. Nella stagione 2010-11 torna a giocare in Turchia nel TED Ankara Kolejliler Spor Kulübü.

## Palmarès

### Club
- NCAA Division I: 1

2006
- Coppa di Turchia: 1

2008-09

### Nazionale (competizioni minori)
- Campionato nordamericano Under-18 2000
- Campionato nordamericano Under-20 2002
- Giochi panamericani 2003

### Premi individuali
- 2007 - NCAA Division I: All-Tournament Team